# Маху, Андрей
Андрей Маху (3 сентября 1991, Глодяны, Молдавия) — молдавский регбист, игрок клуба «Масси» и национальной сборной Румынии. Играет на позиции лока (замка).

## Биография
Регби начал заниматься после поступления в экономический университет Молдавии в 18 лет, до этого играл в баскетбол и футбол. Через год последовал путем большинства молдавских регбистов, уехав в Румынию. Отыграл два года за «Фарул» и «Тимишоару», в составе «Тимишоары» стал обладателем Кубка Румынии.
Своей игрой привлек внимание участника Про12 пармской «Цебре». Провел там сезон,сыграл 11 матчей, но из-за того, что считался легионером был вынужден покинуть клуб. После сезона в Про12, вернулся в Румынию.
В 2016 году подписал контракт с «Кубанью». По итогам чемпионата попал в символическую сборную сезона. Был в аренде в клубе «Красный Яр», в составе которого играл в Европейском кубке вызова. После успешной игры подписал полноценный двухлетний контракт с красноярцами.

### В сборной
Выступает за сборную Молдавии. В 2022 году получил румынский паспорт, и может выступать за сборную.

### Интересные факты
Знает пять языков: румынский, русский, итальянский, французский и английский.